# Уильямс, Кэтлин
Кэтлин Уильямс (англ. Kathlyn Williams, урождённая Кэтлин Мэйбл Уильямс (Kathleen Mabel Williams), 31 мая 1879 — 23 сентября 1960) — американская актриса, звезда начала эры немого кино.

## Биография
Прославилась в начале 1910-х годов, во многом благодаря главной роли в одном из первых киносериалов «Приключения Кэтлин» (1913—1914). С появлением звукового кино актриса переместилась на второстепенные роли, а 1935 года завершила кинокарьеру.
Уильямс трижды была замужем. От первого брака у неё был сын, который умер в 16-летнем возрасте от осложнений гриппа. В декабре 1949 года актриса попала в автомобильную аварию, в результате которой, находившаяся вместе с ней её подруга Мэри Э. Роуз погибла, а самой Уильямс ампутировали правую ногу. Несмотря на инвалидность последующие годы жизни она оставалась довольно активной, много путешествовала.
Последние тридцать лет жизни Уильямс проживала в своей квартире в Западном Голливуде, где и скончалась от сердечного приступа в 1960 году в возрасте 81 года. Всё свое состояние, которое было оценено в 287 тыс. долларов, она завещала в благотворительные фонды. Вклад Кэтлин Уильяимс в американскую киноиндустрию отмечен звездой на Голливудской аллее славы.

## Избранная фильмография
| Год  |   | Русское название      | Оригинальное название | Роль                |
| ---- | - | --------------------- | --------------------- | ------------------- |
| 1918 | ф | Шепчущий хор          | The Whispering Chorus | Джейн Трембл        |
| 1923 | ф | Испанская танцовщица  | The Spanish Dancer    | Изабелла Бурбонская |
| 1928 | ф | Наши танцующие дочери | Our Dancing Daughters | мать Аниты          |
| 1929 | ф | Единый стандарт       | The Single Standard   | миссис Гленденнинг  |